# Pagină de titlu

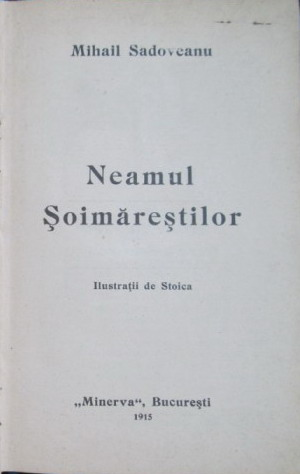
Pagina de titlu a primei ediții a romanului Neamul Șoimăreștilor de Mihail Sadoveanu

Pagina de titlu a unei cărți, a unei teze de doctorat sau a altei lucrări scrise este o pagină situată înaintea textului efectiv al lucrării, care conține titlul, subtitlul, autorul, editura și ediția. (O pagină de titlu fals, prin contrast, conține doar titlul unei lucrări.)

## În cărți
Pagina de titlu este una dintre cele mai importante părți ale secțiunii de început a unei cărți, deoarece datele conținute acolo și pe verso-ul ei sunt utilizate pentru a stabili „titlul propriu-zis și în mod uzual, deși nu neapărat necesar, declarația de responsabilitate și data publicării”. Acest lucru determină modul în care cartea este citată în cataloagele bibliotecilor și în referințele academice.
Pagina de titlu conține adesea titlul lucrării, persoana sau organizația responsabilă pentru conținutul ei intelectual, numele și adresa editurii cărții, plus data publicării sale. În mod special ediții paperback pot conține un titlu mai scurt decât cel de pe copertă, iar subtitlul poate lipsi. Mai multe informații despre publicarea cărții, inclusiv informațiile cu privire la drepturile de autor, sunt tipărite frecvent pe verso-ul paginii de titlu. Acolo sunt incluse, de asemenea, ISBN-ul și alte informații cu privire la acea ediție precum tirajul.
Primele cărți tipărite, sau incunabule, nu aveau pagini de titlu: textul începea pur și simplu pe prima pagină, iar cartea este adesea identificată prin primele cuvinte — incipitul — ale textului corespunzător.

## În publicații academice
Pagina de titlu a unei teze sau eseu este prima pagină a lucrării. Ea conține titlul lucrării și numele autorului.
În cazul unei lucrări academice, pagina de titlu enumeră, de asemenea, informații privind grupa (cum ar fi numărul grupei și numele cursului), informații de identificare (cum ar fi numele și numărul matricol al studentului), data, numele profesorului și numele instituției. Pagina de titlu nu se numerotează.
Pagina de titlu a unei teze conține titlul complet, numele autorului și gradul academic, universitatea ce acordă titlul de doctor, numele facultății și catedrei, departamentul de nume, data absolvirii, și simbolul universal al drepturilor de autor. Pagina de titlu a tezei este, de obicei, pagina i, dar nu se numerotează; rezumatul (pagina ii) este prima pagină numerotată.